# Йоганна Єлизавета Гольштейн-Готторпська
Йоганна Єлизавета Гольштейн-Готторпська (нім. Johanna Elisabeth von Holstein-Gottorf; 24 жовтня 1712 — 30 травня 1760) — принцеса з роду Гольштейн-Готторпів, донька князя-єпископа Любеку Крістіана Августа та принцеси Баден-Дурласької Альбертіни Фредеріки, дружина князя Ангальт-Дорнбурзького та Ангальт-Цербстського Крістіана Августа. Матір останнього князя Ангальт-Цербсту Фрідріха Августа та імператриці Російської імперії Катерини II. Регентка Ангальт-Цербсту у 1747—1752 роках.

## Біографія

### Ранні роки
Народилася 24 жовтня 1712 року у Готторпському замку сьомою дитиною та четвертою донькою в родині князя-єпископа Любеку Крістіана Августа та його дружини Альбертіни Фредеріки Баден-Дурласької. Мала старших братів Карла Августа, Адольфа Фредеріка і Фрідріха Августа та сестер Ядвіґу Софію, Фредеріку Амалію й Анну. Згодом сімейство поповнилося чотирма молодшими дітьми, з яких вижив лише найменший син Георг Людвіг.
Батько виконував обов'язки регента герцогства Шлезвіг-Гольштейн-Готторпського при малолітньому небожеві Карлові Фрідріхові. 1713 року він таємно підтримав Швецію у Північній війні, після чого Шлезвіг окупували данські війська, і князь із сім'єю був змушений втекти до Гамбургу, де вони провели кілька років. Помер, коли Йоганні Єлизаветі було 13 років. Матір більше не одружувалася.

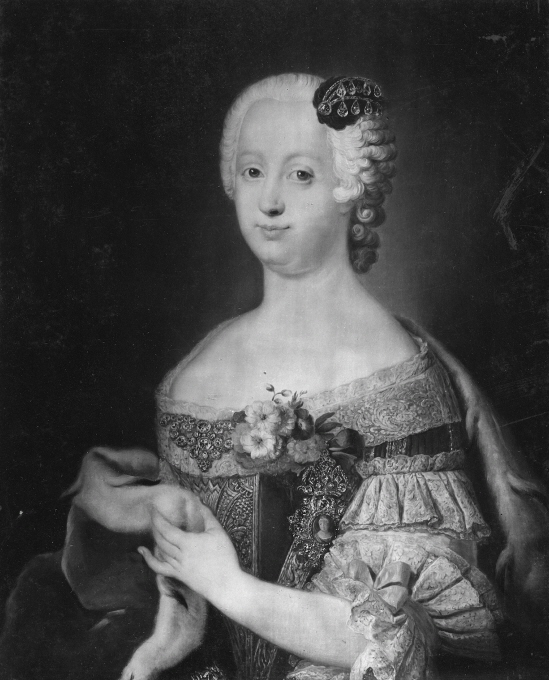
Портрет Йоганни Єлизавети

Виховання принцеси поклали на хрещену матір Єлизавету Норбурзьку, герцогиню Брауншвейг-Люнебурзьку. Дівчина зростала у Брауншвейзі, при одному з найрозкішніших європейських дворів. Хрещена й організувала шлюб своєї вихованиці з князем Ангальт-Дорнбургу. Союз мав політичне значення, спільними інтересами родин були захист лютеранської віри та північнонімецького правління у Єфері.
Йоганна Єлизавета вважалася вродливою, мала кучеряве світле волосся. Могла легко потоваришувати з людьми, обдаровуючи їх безмірною добротою. У компанії намагалася зачаровувати людей. Мала звичку багато говорити, її легко було схвилювати. Здобула добру освіту, була наділена блискучими інтелектуальними здібностями, відзначалася чудовою спостережливістю.

### Шлюб

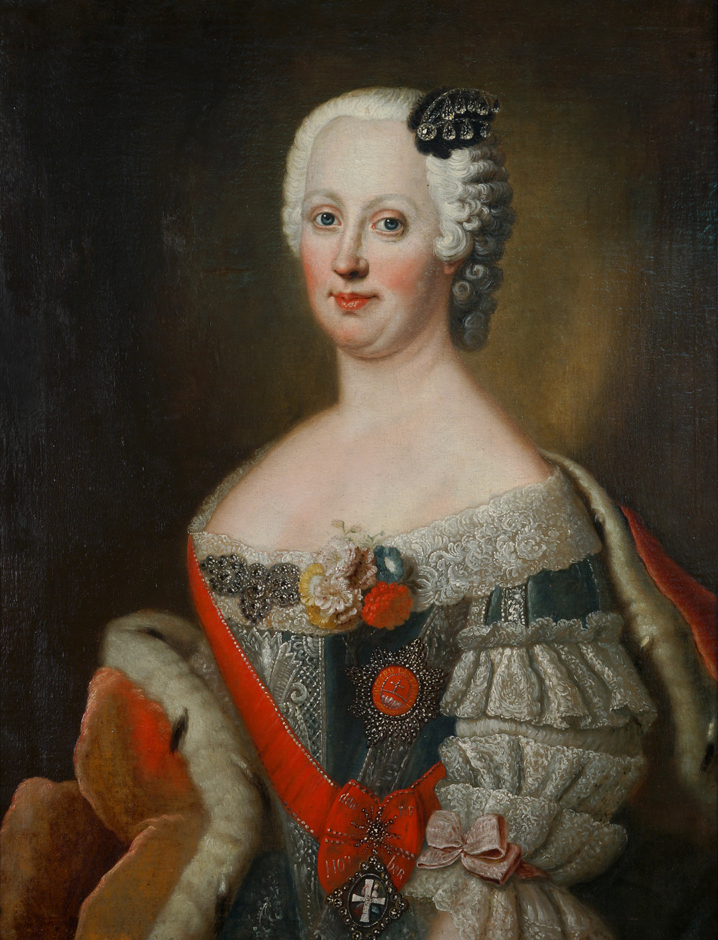
Портрет пензля Антуана Пена, 1740-ві, Царицино

У 15-річному віці стала дружиною князя Ангальт-Дорнбургу Крістіана Августа, якому за три тижні виповнювалося 37 років. Наречений правив землями разом із двома братами та мав чин генерал-майора прусського війська. Весілля пройшло 8 листопада 1727 року у Фехельде. У 1729 році чоловіка призначили комендантом Штеттінського замку, де й народила первістка. Всього у шлюбі народила п'ятеро дітей.

Родина мешкала у західному крилі Штеттінського замку. Зрідка навідували Цербст, спадкоємцем якого вважався Крістіан Август. У Дорнбурзі також бували нечасто, але там під наглядом придворного майстра Йоганн Крістофа Шютце до 1739 року тривало будівництво барокового палацового комплексу. Інтер'єр відзначався розкішшю обставки. Катерина II залишила про це місце згадку у своїх мемуарах:
«Я була дуже щаслива мешкати в одному із сільських замків мого батька в Ангальті, який був частиною його уділу. Він називався Дорнбург і не лише знаходився у гарному місці, але й був максимально красиво прикрашений зсередини та зовні.»
Американський журналіст та історик Роберт К. Мессі у своїй книзі «Catherine the Great: Portrait of a Woman» 2011 року, стверджував, що Йоганна Єлизавета була нещасливою у шлюбі через різницю у віці, характері та статусі, хоча й залишалася покірливою дружиною. Скромні статки військового не давали Крістіану Августу можливості оточити дружину розкішшю, до якої та звикла у Брауншвейзі. Розваг у Штеттіні також було мало, на відміну від двору хрещеної, де весь час тривали бали, полювання та театральні вистави. Незадоволена своїм соціальним становищем та ізоляцією від культурного життя, княгиня почала подорожувати. Часто навідувала Брауншвейг. Однак жінку дратувало ставлення до неї, як до бідної родички, якій довелося взяти шлюб із чоловіком нижче за себе за статусом. Хоча її відносини з первісткою були натягнутими, бажаючи влаштувати шлюб доньки, Йоганна Єлизавета брала її із собою у подорожі з 8-річного віку. У січні 1742 року брат Йоганни Єлизавети, Адольф Фредерік, був призначений опікуном малолітнього герцога Гольштейн-Готторпу, що підвищило її значущість.
У 1741 році Крістіан Август став губернатором Штеттіну, а у травні 1742 — отримав чин генерал-фельдмаршала. У листопаді того ж року він, разом зі старшим братом, успадкував Ангальт-Цербстське князівство від бездітного кузена Йоганна Августа, і родина переїхала до Цербсту.

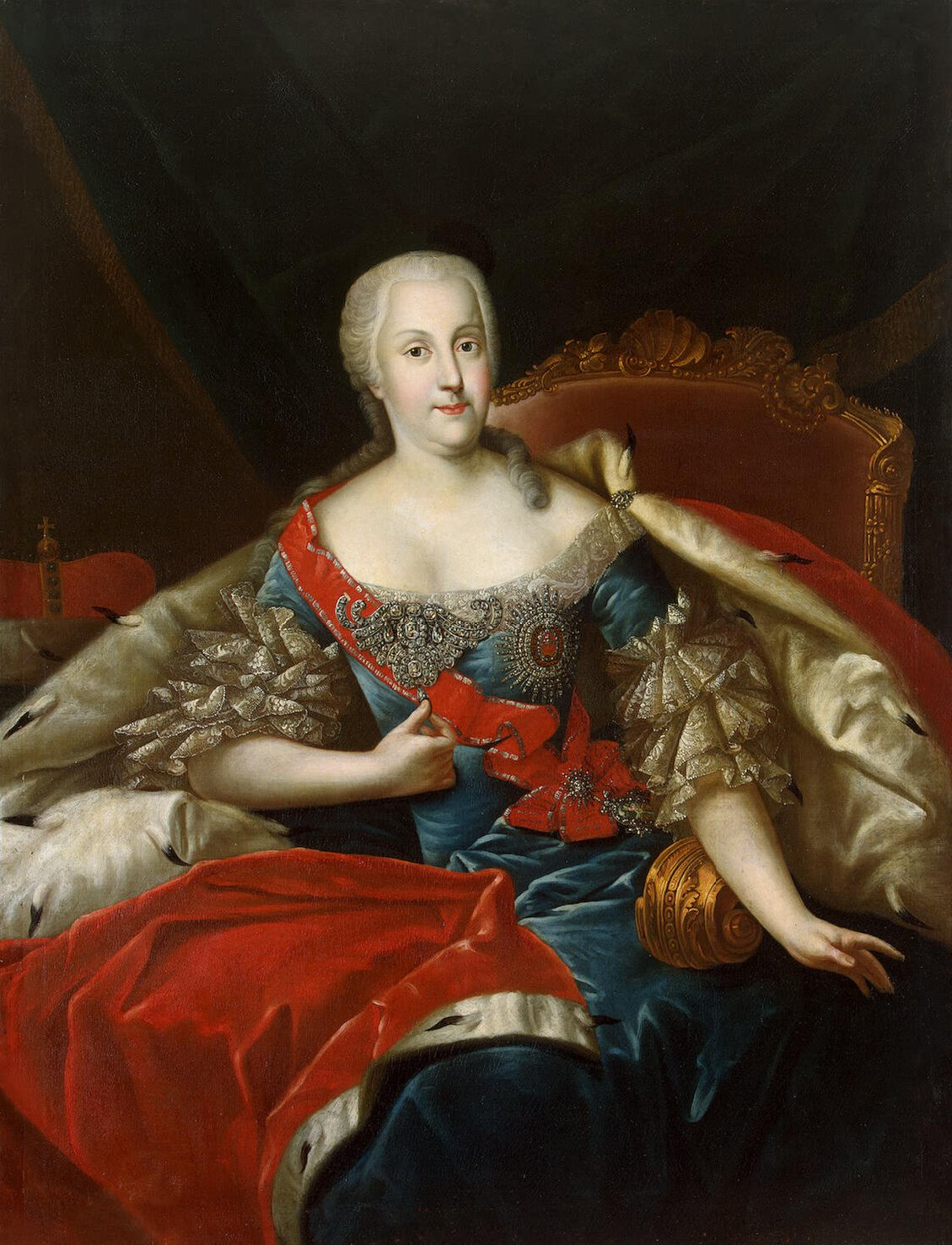
Портрет пензля Антуана Пена, близько 1746 року, Ермітаж

У червні 1743 року Йоганна Єлизавета влаштувала дводенні святкування з приводу 55-річчя свого дівера Йоганна Людвіга.
У 1744 році вдалося узгодити шлюб Софії Августи із вихованцем і спадкоємцем російської імператриці, Петром Гольштейн-Готторпським. 1 січня Йоганна Єлизавета дістала листи від гофмаршала герцога Гольштейн-Готторпу Отто фон Брюммера, який просив її якнайшвидше прибути з донькою до Росії, та короля Пруссії, який стверджував ймовірність цього шлюбного союзу. Вже 10 січня родина вирушила до Берліну побачитися з прусським королем. Роберт К. Мессі свідчить, що у столиці княгиня отримала пропозицію стати таємним агентом в Росії, аби скинути канцлера Бестужева, на що радо погодилась. 16 січня сім'я виїхала з Берліну до Росії. За 50 миль від міста Крістіан Август, попрощавшись, повернув назад до Цербсту, оскільки імператриця Єлизавета Петрівна бажала бачити лише матір з донькою. Надалі Йоганна Єлизавета подорожувала інкогніто під іменем графині Рейнбек, аби приховати мету свого візиту. Це впливало на якість подорожі, оскільки готелі на їхньому шляху були надзвичайно некомфортними. 9 лютого матір із донькою прибули до Москви.
Перший час відносини княгині з Єлизаветою Петрівною були теплими, проте згодом відмова Йоганни Єлизавети щодо лікування доньки та її скарги на придворний етикет з вимогою підвищити статус викликали неприязнь, яку посилили її численні інтриги. Окрім іншого, княгині приписували роман з камергером і кабінет-кур'єром Колегії іноземних справ Іваном Бецьким. На додачу, канцлер Бестужев пред'явив перехоплене ним листування між Йоганною Єлизаветою та прусським двором. Єлизавета Петрівна наказала видворити княгиню з країни відразу після весілля Софії Августи з Петром, відносини з яким у неї також погіршилися. У жовтні 1745 року Йоганна Єлизавета залишила Росію без права повертатися та листуватися безпосередньо з донькою, але обдарована численними подарунками. Їй також була призначена щорічна пенсія у розмірі 15 000 рублів. Її борги у Росії у розмірі 60 000 рублів погасила Софія Августа.
Протягом правління свого чоловіка княгиня мала великий вплив на цербстський двір і державну політику. Хоча Крістіан Август часто мав іншу думку, зазвичай він підкорявся бажанням дружини.

### Регентка Ангальт-Цербсту

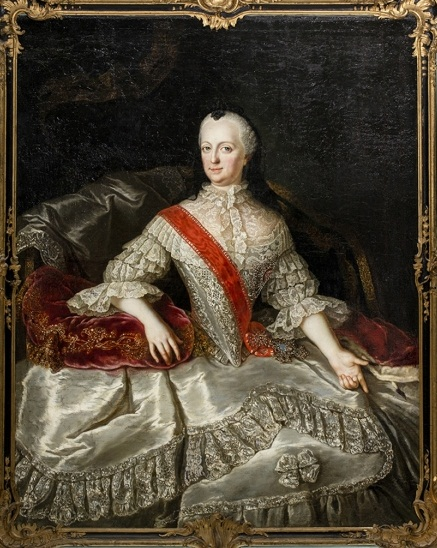
Портрет пензля Анни Розіни де Гаск, близько 1752, Готторфський замок

У листопаді 1746 року помер її дівер Йоганн Людвіг, Крістіан Август залишився єдиним князем Ангальт-Цербсту. Однак уже в березні 1647 року він також пішов з життя. Йоганна Єлизавета стала регенткою при неповнолітньому синові.
Правительку змальовували розумною, амбітною та вольовою жінкою, яка виявляла безжалісність у досягненні своїх особистих цілей та показну демонстрацію сили. Неодноразово згадувалася її екстравагантність.
Фінансові можливості невеликого Ангальт-Цербсту були обмежені та не дозволяли надмірної розкоші, порівняно з королівською. Наслідком недбалих витрат і марнославства стали борги. Дії щодо внутрішнього оздоблення Цербстського замку у середині 1749 року були призупинені. Масштабні роботи відновилися лише 1752 року через те, що наближалося повноліття Фрідріха Августа.

Разом з тим, після великої пожежі 28 липня 1750 року, яка трапилася у Дорнбурзькому замку, вже у вересні Йоганна Єлизавета замовила архітектору Фрідріху Йоакіму Штенгелю будівництво на тому ж місці нового розкішного палацового комплексу в бароковому стилі. Будівля мала стати її удовиною резиденцією, і княгиня була дуже зацікавлена у її створенні через подальшу передачу посади та обов'язків правителя синові. Жінка явно не хотіла задовольнятися таким скромним житлом, як замок у Косвігу, що зазвичай слугував удовиною резиденцією. На планах палацу позначення кімнат приписується безпосередньо Йоганні Єлизаветі, збереглися її власні рукописні нотатки на полях будівельних документів. Ще незавершений, Дорнбурзький маєток був урочисто переданий княгині на день її 40-річчя, 24 жовтня 1752. Йоганна Єлизавета уважно слідкувала за подальшим ходом будівництва, кілька разів відвідувала будівельний майданчик, у 1755 році власноруч заклала перший камінь у фундамент майбутньої церкви, влітку 1757 року провела в палаці кілька днів. Втім, вона визнавала, що проєкт неможливо завершити, доки триває війна, хоча Ангальт-Цербст і проголосив про нейтралітет.

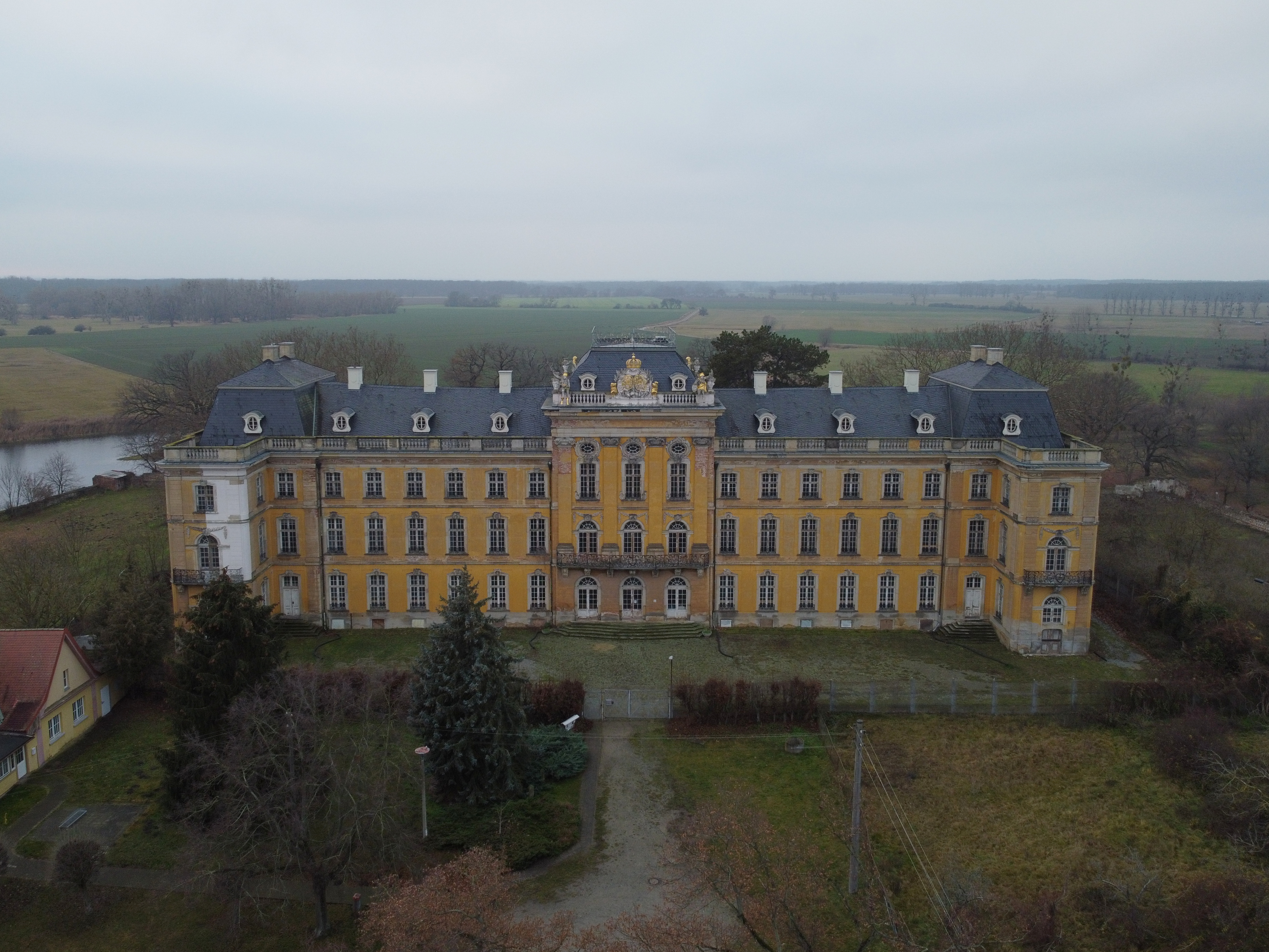
Дорнбурзький палац

 Дорнбурзький палац так і залишився недобудованим, хоча вже був придатним для проживання. Німецький мистецтвознавець Удо фон Альвенслебен у 1928 році висловлював припущення, що будівництво велося виключно на російські гроші.
Син княгині, Фрідріх Август, не здобув відповідної освіти, що несприятливо відобразилось на його правлінні. Вплив Йоганни Єлизавети на політичні рішення залишався неослабно сильним, що також негативно впливало на стан справ.
У березні 1758 року Йоганна Єлизавета через Гамбург і Брюссель втекла до Парижу. Причиною стало те, що княгиня у листопаді 1757 року надала притулок французькому маркізу Жану Жаку Жильберу де Фрейню, який, окрім іншого, шпигував за прусською фортецею Магдебург, внаслідок чого король Пруссії окупував Ангальт-Цербст і вимагав контрибуцій та розквартирування військ. У французькій столиці оселилася інкогніто під іменем графині Ольденбурзької. Звикнувши до розкошів, і далі вела активне життя, влаштовуючи прийоми та відвідуючи театри. Однак Фрідріх II конфіскував її німецькі доходи, а російська пенсія надходити перестала.
Княгиня померла у боргах 30 травня 1760 року в Парижі. Була похована у замковій кірсі Цербсту. У 1946 році відбулося перепоховання у князівській крипті місцевої церкви святого Варфоломія.

## Родина

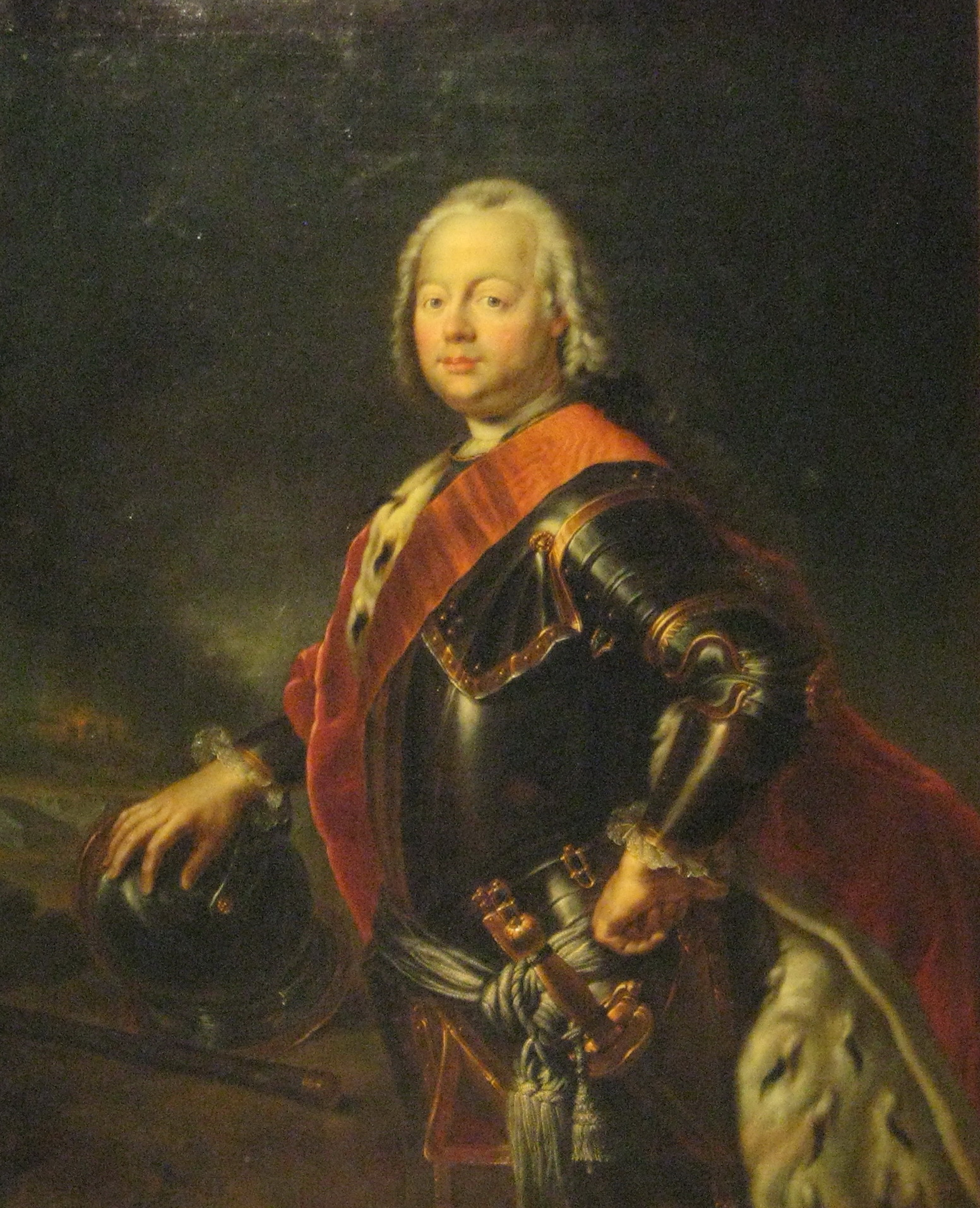
Портрет Крістіана Августа

Чоловік — Петро III Гольштейн-Готторпський
Діти:
- Софія Августа Фредеріка (1729—1796) — імператриця Російської імперії у 1762—1796 роках під іменем Катерини II, дружина імператора Російської імперії та герцога Гольштейн-Готторпу Петра III, згідно деяких відомостей, згодом узяла морганатичний шлюб із князем Григорієм Потьомкіним, мала кількох дітей, у тому числі майбутнього імператора Павла I;
- Вільгельм Крістіан (1730—1742) — прожив 11 років;
- Фрідріх Август (1734—1793) — останній князь Ангальт-Цербсту в 1747—1793 роках, був двічі одруженим, дітей не мав;
- Августа Крістіна Шарлотта (10—24 листопада 1736) — прожила 2 тижні;
- Єлизавета Ульріка (1742—1745) — прожила 2 роки.

## Нагороди
Великий хрест ордену Святої Катерини (Російська імперія) (10 лютого 1744).

## У мистецтві

### Кінематограф
- У британському історичному фільмі «Сходження Катерини Великої» 1934 року, режисера Пауля Циннера, матір Катерини II зіграла Ірен Ванбру.[18]
- У голлівудській драмі «Кривава імператриця» 1934 року, режисера Джозефа фон Штернберга княгиню втілює акторка Олів Телл.
- У телефільмі «Молода Катерина» 1991 року, режисера Майкла Андерсона, в ролі Йоганни Єлизавети виступила Марта Келлер.
- У радянському фільмі «Віват, гардемарини!» 1991 року та радянсько-російському фільмі «Гардемарини III» 1992 року, режисерки Світлани Дружиніної, Йоганну Єлизавету грала Людмила Гурченко.
- У російському серіалі «Фаворит» 2005 року, режисера Олексія Кареліна, Йоганну Єлизавету зіграла Наталя Кутасова.[19]
- У російському історичному телесеріалі «Катерина» 2014 року в ролі княгині Ангальт-Цербстської знялася Ізабель Шосніг.
- У російському історичному телесеріалі «Велика» 2015 року, режисера Ігора Зайцева, Йоганну Єлизавету зіграла Олена Руфанова.
- В американському комедійно-драматичному псевдоісторичному телесеріалі «Велика» 2020 року княгиню втілила Джилліан Андерсон.